# Reinhart Rohr

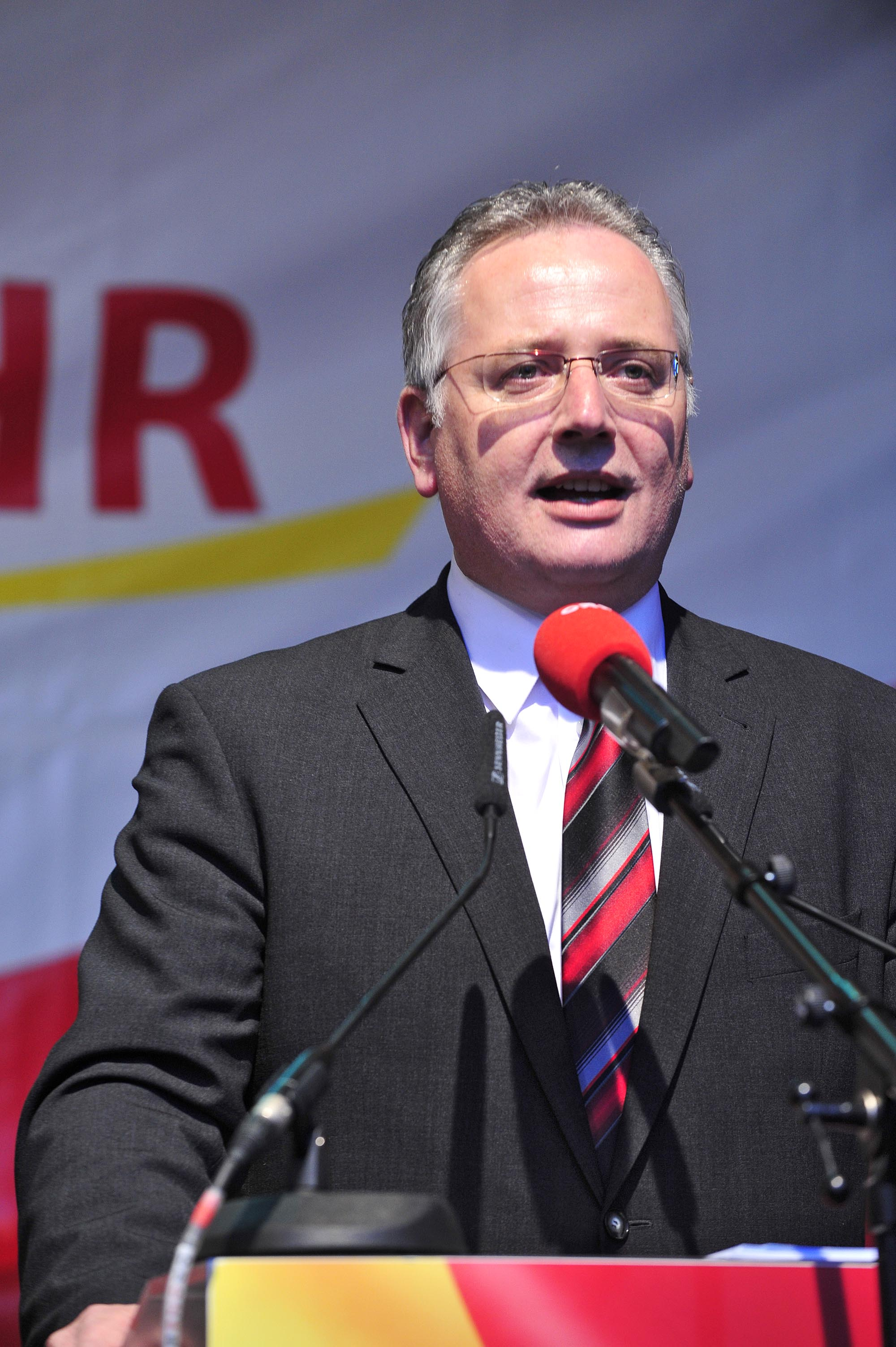
Reinhart Rohr, 2009

Reinhart Rohr (* 24. Oktober 1959 in Stockenboi, Kärnten) ist ein österreichischer Politiker (SPÖ) und ehemaliger Landeshauptmannstellvertreter in Kärnten. Seit 28. März 2013 ist er Präsident des Kärntner Landtages.

## Leben
Rohr besuchte von 1966 bis 1970 die Volksschule in Stockenboi und wechselte danach bis 1974 an die Hauptschule in Feistritz an der Drau. Er besuchte im Anschluss die Höhere landwirtschaftliche Bundeslehranstalt Francisco Josephinum in Wieselburg, die er 1979 mit der Matura abschloss. Danach leistete Rohr 1980 den Präsenzdienst ab.
Rohr war von 1980 bis 1989 als Landessekretär der SPÖ Bauern tätig und stieg 1990 zum Landesparteisekretär der SPÖ Kärnten auf. Von Juli 1994 bis Juni 2002 war er Bezirksgeschäftsführer der SPÖ Villach.
Er ist Präsident des Villacher Arbeitersportvereins (VAS) und Präsident der Wasserrettung Landesverband Kärnten.
Rohr ist verheiratet, hat drei Kinder und wohnt in Villach. 

## Politik
Rohr vertrat die SPÖ Kärnten von 3. Oktober 1991 bis 18. April 1994 im österreichischen Bundesrat. Danach war er von April 1994 bis Februar 1997 und von Oktober 1997 bis Juni 2002 Abgeordneter zum Kärntner Landtag. Am 27. Juni 2002 wurde Reinhart Rohr als Landesrat in die Landesregierung Haider III gewählt und übernahm die Ressorts Umwelt und Gemeinden. Nach dem Rückzug von Landesparteichefin Gabriele Schaunig-Kandut wurde Rohr am 17. Juli 2008 zum 2. Landeshauptmannstellvertreter Kärntens gewählt. Er gab in der Folge die Umweltagenden an die neue Landesrätin Nicole Cernic ab und behielt die Bereiche Gemeinden, Energie, Wasserwirtschaft, Feuerwehren sowie Personal- und Sonderbedarfszuweisungen. Am 23. August 2008 folgte Rohr Schaunig auch als Landesparteivorsitzender der SPÖ nach, nachdem er auf einem Sonderparteitag mit rund 93 Prozent der Stimmen gewählt worden war. Rohr hatte zuvor im Oktober 2005 die Stichwahl um diese Funktion gegen Schaunig verloren. Nach dem Tod Jörg Haiders kandidierte Rohr im Oktober 2008 für das Amt des Landeshauptmanns, unterlag jedoch knapp Haiders Parteikollegen Gerhard Dörfler (BZÖ), der auch von der ÖVP unterstützt worden war. Rohr blieb in der Folge Landeshauptmannstellvertreter in der Landesregierung Dörfler I und trat bei der Landtagswahl in Kärnten 2009 als Spitzenkandidat der SPÖ an, wo er allerdings abermals dem BZÖ mit Spitzenkandidat Gerhard Dörfler unterlag. Im März 2010 übergab Rohr den Parteivorsitz der Kärntner SPÖ an Peter Kaiser.
Rohr ist seit 24. Juni 2002 SPÖ-Bezirksparteivorsitzender in Villach. Rohr war von 1984 bis 1989 Aufsichtsrat der Hypo-Landesbank, von 1988 bis 1990 Aufsichtsrat der Baugenossenschaft Heimat und seit 1990 Mitglied des Vorstandes der Baugenossenschaft Heimat.